# Ucidere din culpă
Uciderea din culpă este o infracțiune care implică decesul unei persoane, alta decât conducătorul auto, ca urmare a conducerii unui autovehicul din neglijență penală⁠(d) sau criminală.
În cazurile de neglijență criminală, acuzatul este de obicei acuzat de ucidere din culpă neintenționată.
Uciderea din culpă este similară infracțiunii, în unele țări, de „conducere periculoasă care cauzează moartea”.

## Jurisdicții

### România
În România, uciderea din culpă este reglementată de Codul Penal, fiind definită ca fapta de a cauza moartea unei persoane din imprudență. Conform articolului 192 din Codul Penal, pedeapsa pentru uciderea din culpă este închisoare de la 1 la 5 ani sau amendă. Dacă fapta a fost comisă în urma unei infracțiuni de conducere a unui vehicul sub influența alcoolului sau a altor substanțe, pedeapsa poate fi închisoare de la 2 la 7 ani și interzicerea exercitării dreptului de a conduce vehicule pe drumurile publice. De asemenea, instanțele pot dispune măsuri complementare, precum interzicerea exercitării unor drepturi sau confiscarea bunurilor.

### Canada
Codul penal⁠(d) al Canadei nu prevede o infracțiune specifică pentru uciderea din culpă, dar are o serie de dispoziții care reglementează infracțiunile de conducere care cauzează moartea, printre care:
- conducere periculoasă cauzatoare de deces
- neglijență criminală cauzatoare de deces
- omisiunea de a opri pentru poliție care a cauzat decesul
- curse de stradă care cauzează decesul
- conducere sub influența alcoolului care cauzează decesul
- conducere cu fugă de la locul accidentului care cauzează decesul

Pedeapsa maximă pentru conducere periculoasă cauzatoare de deces, în absența oricăruia dintre celelalte 5 elemente menționate mai sus, este de 14 ani de închisoare. În caz contrar, pedeapsa maximă este închisoarea pe viață⁠(d). Nu există o pedeapsă minimă.

### Regatul Unit
În Regatul Unit, nu există infracțiunea de „ucidere din culpă”. În cazul în care un vehicul a fost folosit ca armă în cadrul unei agresiuni deliberate și intenția a fost de a ucide sau de a provoca răni grave, iar agresiunea a dus la moartea victimei, șoferul poate fi acuzat de omor, contrar dreptului comun.
În cazul în care decesul este rezultatul unei conduceri care nu reprezintă o agresiune deliberată, Legea privind traficul rutier din 1988⁠(d) (RTA 88) reglementează soluționarea cauzei. Infracțiunile create de această lege referitoare la decesele rutiere sunt următoarele...
- „Cauzarea decesului prin conducere periculoasă⁠(d)” - Secțiunea 1 RTA 88, singurele elemente pe care acuzarea trebuie să le dovedească sunt că decesul a fost cauzat și că șoferul vehiculului care a cauzat decesul conducea periculos.
- „Cauzarea decesului prin conducere neglijentă sau neatentă” - secțiunea 2B RTA 88, se referă la cazuri similare ca domeniu de aplicare cu secțiunea 1, dar în timp ce standardul de conducere rămâne reprobabil, se consideră că abaterea (abaterile) invocată(e) nu este (sunt) periculoasă(e).
- „Cauzarea decesului prin conducere: conducători auto fără permis, descalificați sau neasigurați” - Secțiunea 3ZB RTA 88, conform legislației britanice, conducătorii de autovehicule trebuie să dețină un permis corespunzător și o asigurare de răspundere civilă pentru vehiculul lor. Această secțiune a fost introdusă în RTA 88 pentru a trata cazurile de deces pe șosea în care nu a existat o abatere dovedită de la standardele de conducere, dar cu toate acestea șoferul nu ar fi trebuit, conform legii, să conducă.
- și „Cauzarea decesului prin conducere neglijentă în timp ce nu era în stare să conducă din cauza alcoolului/deasupra limitei prescrise”, secțiunea 3A RTA 88

RTA 88 a introdus conceptul simplu de periculozitate prin eliminarea infracțiunii de „conducere imprudentă”, deoarece conceptul de imprudență din legislația britanică necesită o Mens rea⁠(d). Aceasta a fost dificil de dovedit în instanță. C. M. V. Clarkson, un susținător al unei infracțiuni de ucidere din culpă, este de părere că, deși percepția oamenilor este că decesul cauzat de un vehicul cu motor face parte dintr-o „familie” diferită de alte omoruri, „în ceea ce privește vina, nu poate exista o mare distincție între cei care ucid prin utilizarea periculoasă a mașinilor lor și cei care ucid cu mașinării, trenuri etc.”
În plus față de cele de mai sus, există, de asemenea, opțiunea de a acuza contravenienții de vătămare corporală prin conducere necontrolată sau furioasă⁠(d).
Elaborată inițial în epoca vehiculelor trase de cai, această legislație se aplică în prezent atunci când infracțiunile care implică vehicule motorizate au loc în afara dispozițiilor Legii privind traficul rutier (pe terenuri private, atunci când se circulă în afara șoselei sau în zone pietonale) și în numărul mic de cazuri grave care implică coliziuni nemotorizate, cum ar fi puținele care implică bicicliști și au ca rezultat vătămări grave sau pierderea vieții, de obicei a pietonilor.

### Statele Unite
Definiția și pedepsele pentru omor prin imprudență cu vehicul în Statele Unite variază în funcție de stat.
Toate statele, cu excepția Alaskăi, Montanei și Arizonei, au legi privind uciderea din culpă. Aceste legi au ca efect transformarea unui vehicul într-o armă potențial mortală⁠(d), pentru a permite condamnarea mai ușoară și pedepse mai severe; în statele fără astfel de legi, inculpații pot fi acuzați de omor prin imprudență sau crimă în anumite situații.
În Codul Penal Model⁠(d), nu există nicio distincție între uciderea din culpă și omorurile care implică neglijență; în schimb, ambele sunt incluse în categoria generală a omorurilor din neglijență⁠(d).

#### California
În statul California, în funcție de gradul de imprudență și de implicarea alcoolului, o persoană poate fi acuzată de infracțiuni din ce în ce mai grave: omor din culpă, omor din culpă în stare de ebrietate sau crimă de gradul doi. În oricare dintre aceste cazuri, acuzarea trebuie să dovedească faptul că șoferul a comis o faptă ilicită (care poate fi o infracțiune, o contravenție sau o faptă legală care poate cauza moartea) și că fapta ilicită a cauzat coliziunea și moartea victimei. Acuzațiile de omor sunt de obicei rezervate celor mai grave cazuri, cum ar fi un infractor condamnat pentru conducere sub influența alcoolului care conduce imprudent în stare de ebrietate și provoacă astfel o coliziune fatală.

#### Georgia
În statul Georgia, uciderea din culpă este mai bine cunoscută ca ucidere cu vehicul (homicide by vehicle). Acesta este definit, prin lege, ca uciderea ilegală a unei alte persoane folosind un vehicul. Pentru a fi vinovat de această infracțiune, autorul nu trebuie să aibă intenția de a ucide⁠(d), precugetare⁠(d) sau premeditare⁠(d).
Există două grade de ucidere din culpă:
Ucidere cu vehicul de gradul întâi
Aceasta este o infracțiune care, la condamnare, va duce la o pedeapsă cuprinsă între 3 și 15 ani de închisoare (sau între 5 și 20 de ani pentru infractorii obișnuiți), fără eliberare condiționată timp de cel puțin 1 an. O ucidere este ucidere de gradul întâi cu vehicul dacă șoferul „a întâlnit sau a depășit în mod ilegal un autobuz școlar; nu a oprit în mod ilegal după o coliziune; conducea imprudent⁠(d); conducea sub influența alcoolului sau a drogurilor; nu a oprit sau a încercat în alt mod să fugă de un ofițer de poliție; sau a fost declarat anterior contravenient obișnuit”.
Ucidere de gradul doi cu vehicul
Aceasta este o contravenție care, la condamnare, va duce la o pedeapsă de până la 1 an (care poate fi suspendată), o amendă de până la 1.000 USD sau ambele. Uciderea de gradul doi cu vehicul cuprinde toate celelalte Ucideri cu vehicul, care implică orice altă încălcare a legislației privind autovehiculele, care nu sunt clasificate drept ucideri de gradul întâi.

#### Kentucky
În Kentucky uciderea din culpă este definită în KRS⁠(d) 507.060(1) ca (a) provocarea morții altei persoane și (b) „Decesul rezultă din conducerea de către persoana respectivă a unui vehicul cu motor, inclusiv, dar fără a se limita la bărci și avioane, sub influența alcoolului, a unei substanțe controlate sau a altei substanțe care afectează capacitatea de conducere, astfel cum este descrisă în KRS 189A.010.” Uciderea din culpă este o infracțiune de clasa B, pedepsită cu închisoare între 10 și 20 de ani și cu o amendă între 1.000 și 10.000 de dolari.
În plus, KRS 532.036 permite instanțelor să ordone persoanelor condamnate pentru conducerea unui autovehicul sub influența alcoolului sau a drogurilor, conform definiției KRS 189A.010, să plătească sprijin financiar copiilor minori ai victimelor, în cazul în care victima a decedat sau este rănită grav. Sprijinul financiar este permis până când copilul împlinește vârsta de optsprezece ani, cu excepția cazului în care copilul este înscris la liceu. În acest caz, sprijinul financiar poate fi dispus până când copilul absolvă liceul sau împlinește vârsta de nouăsprezece ani.

#### Louisiana
În statul Louisiana, uciderea din culpă este definită ca uciderea unei ființe umane în timp ce se conduce un vehicul cu motor sau alt mijloc de transport, sub influența alcoolului și/sau a substanțelor controlate. Pedeapsa minimă este o amendă de cel puțin 2.000 de dolari (nu mai mult de 15.000 de dolari) și 5-30 de ani de închisoare.
Legea este LSA RS 14:32.1.

#### Minnesota
În statul Minnesota, uciderea din culpă este unul dintre cele șase niveluri ale infracțiunii de utilizare a vehiculului și este definită ca fiind cauzarea decesului unei persoane, care nu constituie crimă sau omor prin imprudență, ca urmare a conducerii unui autovehicul prin neglijență gravă sau prin neglijență în timp ce se încalcă legea privind conducerea în stare de ebrietate sau atunci când șoferul fuge de la locul faptei încălcând legea privind infracțiunea de fugă. Uciderea din culpă în Minnesota necesită, cel puțin, o Mens rea⁠(d) de neglijență gravă.

#### Washington
Uciderea din culpă în statul Washington, este guvernată de RCW 46.61.520 Ucidere din culpă – Pedeapsă. după cum urmează:
„(1) În cazul în care decesul unei persoane survine în termen de trei ani ca urmare imediată a unei vătămări cauzate în mod direct de conducerea unui vehicul de către o persoană, conducătorul auto se face vinovat de ucidere din culpă, dacă acesta conducea un autovehicul:
a În timp ce se află sub influența băuturilor alcoolice sau a oricărui drog, astfel cum este definit de RCW 46.61.502; sau b într-un mod nechibzuit; sau c cu nepăsare față de siguranța celorlalți.
(2) Uciderea unui vehicul este o infracțiune de clasa A pedepsită în conformitate cu capitolul 9A.20 RCW, cu excepția faptului că, pentru o condamnare în temeiul subsecțiunii (1) litera (a) din prezenta secțiune, se adaugă doi ani la pedeapsă pentru fiecare infracțiune anterioară, astfel cum este definită în RCW 46.61.5055.”

#### Condamnarea
Un studiu realizat de profesori de la Dartmouth College și de la Universitatea Harvard a arătat că persoanele condamnate pentru ucidere din culpă primesc, în medie, sentințe mai scurte decât cele găsite vinovate de alte tipuri de ucidere. Studiul a constatat că sexul infractorului nu afectează din punct de vedere statistic durata sentinței, dar rasa da. Identitatea victimei este un predictor mai important al duratei sentinței, infractorii primind sentințe mai lungi în cazurile în care victima era de sex feminin și/sau nu avea antecedente penale violente.
Unele state, cum ar fi Minnesota, au legi care permit acuzarea de ucidere din culpă dacă un copil nenăscut este ucis sau rănit de un automobilist.